# Martin Winkelheide
Martin Winkelheide (* 1965 in Köln) ist ein deutscher Moderator und Hörfunkjournalist sowie bekannte Stimme aus den Sendungen „Leonardo – Wissenschaft und mehr“ im WDR5, „Sprechstunde“ und „Forschung aktuell“ im Deutschlandfunk sowie als Autor einiger anderer Radiosendungen wie einigen Folgen der Sendung „Kalenderblatt“ zu sich jährenden Ereignissen.

## Leben und Tätigkeit
Nach dem Studium der Germanistik, Geschichtswissenschaft und Theaterwissenschaft in Köln und Siegen war er Praktikant diverser Tageszeitungen, Nachrichtenagenturen und Pressestellen. Seit 1989 als Radiojournalist beschäftigt er sich mit den Themen Naturwissenschaften, Medizin, Molekularbiologie, Infektionskrankheiten und Krebsforschung.
Er moderiert neben Christian Floto die Medizinsendung Sprechstunde. Als Autor arbeitet er für den Deutschlandfunk, besonders für die Sendung Forschung aktuell, den WDR und andere Rundfunkanstalten der ARD. Gemeinsam mit Michael Lange macht er Reportagen für das Format Leo2go als Teil von Leonardo – Wissenschaft und mehr auf WDR5. Er ist Mitglied der Wissenschafts-Pressekonferenz und Mitbegründer der gemeinnützigen „Kölner Freiwilligen Agentur“.

## Auszeichnungen
- 1997/98: (zusammen mit Michael Lange) „Wilhelm und Ingeborg Roloff-Preis“ der Deutschen Lungen-Stiftung für die Beiträge über Tuberkulose und Mukoviszidose[4] „Tuberkulose – die vergessene Seuche“
- 2003: Europäischen Journalistenpreis des VDMJ (gemeinsam mit dem Team der „Sprechstunde“)
- 2006: (zusammen mit Michael Lange) Georg von Holtzbrinck Preis für Wissenschaftsjournalismus für „Schöpfung – achter Tag“ und „Gentherapie: Die Hoffnung stirbt zuletzt“[5]